# Libertas Trogylos Basket 2007-2008
La stagione 2007-2008 della Libertas Trogylos Basket è stata la ventiduesima disputata in Serie A1 femminile.

## Stagione
La società siracusana si è classificata al sesto posto nella massima serie ed è uscita al primo turno dei play-off contro la Reyer Venezia.

## Rosa
| Giocatrici |
| ---------- |

| N° | Naz.                   | Ruolo | Sportivo          | Anno | Alt. |  |
| -- | ---------------------- | ----- | ----------------- | ---- | ---- |  |
| 4  | Italia (bandiera)      | P     | Angela Gianolla   | 1980 | 170  |  |
| 5  | Italia (bandiera)      | PG    | Susanna Bonfiglio | 1974 | 178  |  |
| 7  | Francia (bandiera)     | GA    | Sabrina Palie     | 1981 | 180  |  |
| 8  | Italia (bandiera)      | P     | Oriana Milazzo    | 1991 | 165  |  |
| 9  | Italia (bandiera)      | P     | Elena Fabbri      | 1975 | 170  |  |
| 11 | Cuba (bandiera)        | A     | Tania Seino       | 1973 | 186  |  |
| 12 | Italia (bandiera)      | G     | Beatrice Sciacca  | 1983 | 175  |  |
| 13 | Romania (bandiera)     | C     | Florina Pașcalău  | 1982 | 193  |  |
| 15 | Italia (bandiera)      | A     | Roberta Meneghel  | 1977 | 182  |  |
| 16 | Italia (bandiera)      |       | Erika Accolla     | 1992 |      |  |
| 20 | Stati Uniti (bandiera) | C     | Tari Phillips     | 1968 | 188  |  |

| Staff tecnico                                          |
| ------------------------------------------------------ |
| Allenatore: Santino Coppa                              |
| Assistente allenatore e settore giovanile: Salvo Coppa |
| Preparatore atletico: Alberto Madella                  |
| Fisioterapista: Mario Quartararo e Pietro Tamburo      |
| Medico sociale: Matteo Fucile                          |
| Addetto Arbitri: Sebastiano Costanzo                   |
| Responsabile statistiche: Alex Bianco                  |

| Giocatrici acquisite a stagione in corso |
| ---------------------------------------- |

| N° | Naz.                   | Ruolo | Sportivo                           | Anno | Alt. |  |
| -- | ---------------------- | ----- | ---------------------------------- | ---- | ---- |  |
| 18 | Paesi Bassi (bandiera) | G     | Desiree Glaubitz (dal 28 febbraio) | 1979 | 179  |  |

| Giocatrici cedute a stagione in corso |
| ------------------------------------- |

| N° | Naz.                | Ruolo | Sportivo                            | Anno | Alt. |  |
| -- | ------------------- | ----- | ----------------------------------- | ---- | ---- |  |
| 4  | Italia (bandiera)   |       | Valentina Cutugno (fino a gennaio)  | 1980 |      |  |
| 20 | Lituania (bandiera) | C     | Kristina Česnavičiūtė (fino a feb.) | 1983 | 202  |  |

Scheda su LegABasketFemminile.it

## Dirigenza
- Presidente: Paolo Giuliano
- Vicepresidenti: Massimo Conigliaro, Salvatore Limeri
- Segretario: Mario Esposito
- Dirigente accompagnatore e responsabile: Fabrizio Milani
- Addetto stampa: Giuseppe Caldarella
- Responsabile settore giovanile: Sofia Vinci